# وینیل

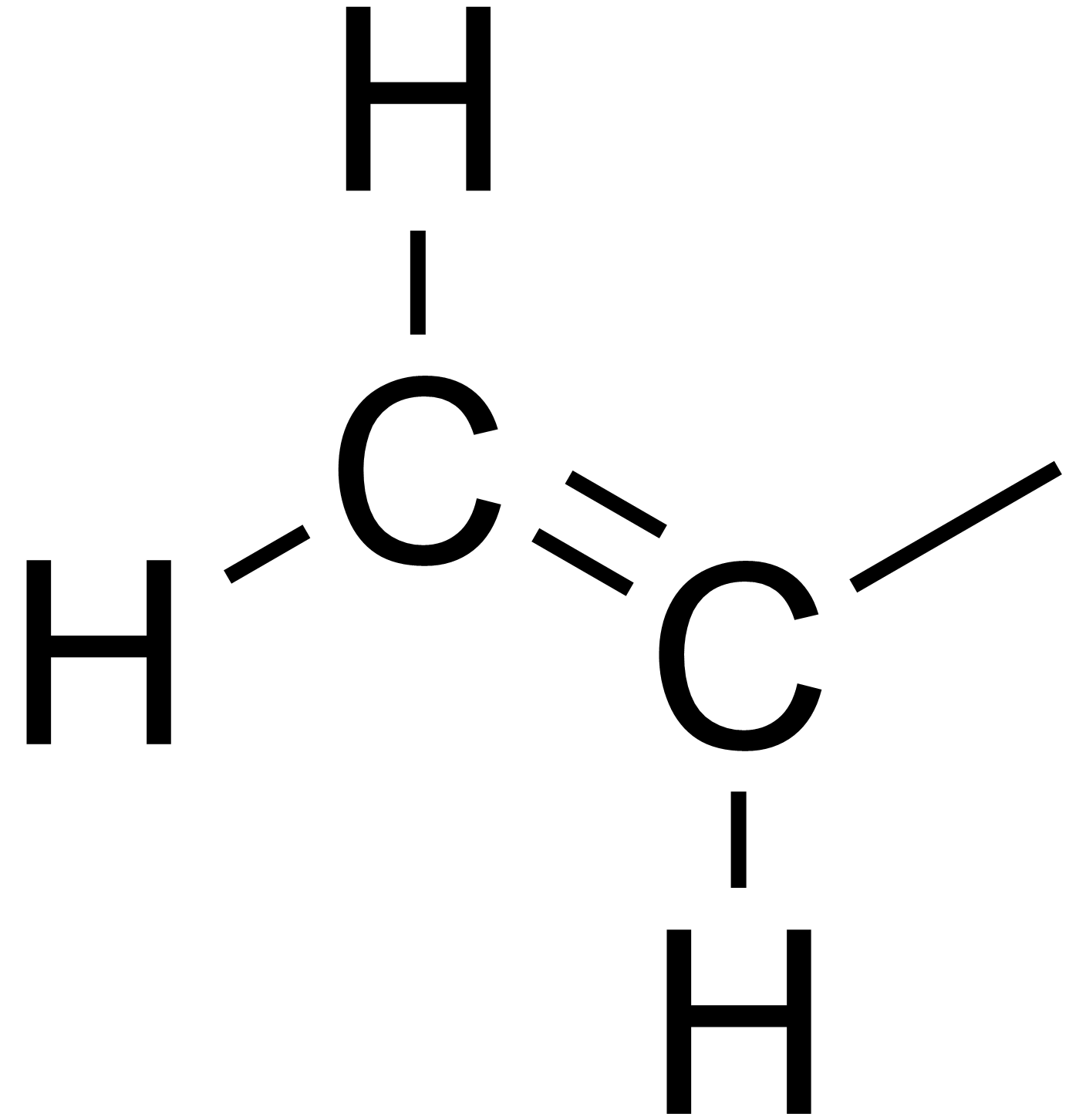
ساختار شیمیایی گروه وینیل.

وینیل (به انگلیسی: vinyl) یا اتنیل (به انگلیسی: ethenyl) گروه عاملی در شیمی آلی است که به صورت یک مولکول اتیلن که یک اتم هیدروژن از آن جدا شده باشد، تعریف می‌شود. ترکیبات شامل گروه وینیل به ترکیبات وینیلی معروف هستند. نمونه معروف و پر کاربرد این ترکیبات پلی وینیل کلرید است.

## وینیل به عنوان مصالح ساختمانی
تولید وینیل یک فرایند تولید بسته اتوماتیک با تکنولوژی بالا است و تقریباً تمام ضایعات آن به چرخه تولید بازمی‌گردد. مطالعات نشان داده‌است که تولیدات وینیل تنها یک درصد آلودگی کل ناشی از مصارف گاز و نفت را تولید می‌کنند و انرژی مصرف شده برای تولید وینیل سه برابر کمتر از انرژی مصرف شده برای تولیدات آلومینیومی است. وینیل در مقایسه با سایر مواد به کار رفته در ساختمان‌سازی دوام قابل قبولی دارد. یک مثال ساده در این مورد، پوشش‌های بام وینیلی می‌باشد. این پوشش‌های تک لایه وینیلی، بیش از ۳۰ سال عمر می‌کنند. وینیل بهترین انتخاب برای پوشش کف‌ها و پوشاندن دیوارها، به خصوص در محل‌های پر رفت و آمدی همچون مراکز بهداشتی است.
انتخاب لوله‌های PVC برای مواردی که لوله‌ها زیر خاک قرار می‌گیرند بسیار به صرفه است، چرا که بدون هرگونه نیازی به نوسازی، بدون ترک خوردن و زنگ زدن عمر می‌کنند.
صرفه جویی در انرژی
با توجه به هدر دهی انرژی کمتری که وینیل نسبت به سایر مواد مشابه دارد، ازاین رو بیشترین مصرف را در زمینه ساخت درب و پنجره داشته‌است.
مقاومت در برابر آتش‌سوزی
معمولاً استفاده از محصولات ساختمانی وینیل کمترین درصد ریسک را دربردارد. وینیل نسبت به سایر مواد از مقاومت فوق‌العاده بیشتری در برابر آتش دارد.
سیستم‌های جدید ساختمانی تولیدشده از وینیل
ترکیبات جدیدی که از وینیل به دست می‌آیند، امکان عرضه سازه‌های جدیدی را می‌دهد که می‌توانند جای فلز و چوب را در بسیاری موارد بگیرندRoyalBuilding Systemsیکی از این نوع سیستم‌های سازه‌ای جدید است که از پیوند وینیل‌های توخالی تولید می‌شود. داخل آن را با بتن پر نموده و به عنوان دیوار آماده عرضه می‌شود. این سیستم، قابلیت آن را دارد که انجام هرگونه عملیات اجرایی در سطح آن انجام پذیر باشد. این سیستم در تمام دنیا، برای ساخت خانه‌های یک یا دو خانواری، ساختمان‌های اداری، صنعتی و تجاری به کار می‌رود. مزایایی که این سیستم دارد، باعث می‌شود که بتواند در کشورهایی که تغییرات دمای آن‌ها در طی سال زیاد است و در معرض آسیب‌های طبیعی مثل زمین لرزه، تندباد و سیلاب قرار دارند، بسیار مفید واقع شود. دیوارهای به کار رفته در این سیستم، علاوه بر دارا بودن خاصیت‌های وینیل، در برابر موریانه نیز مقاومند.